# Monzuno
Monzuno là một đô thị thuộc tỉnh Bologna trong vùng Emilia-Romagna nước Ý. Đô thị này có diện tích 64 km², dân số thời điểm 31 tháng 12 năm 2004 là 6003 người.
Đô thị này giáp các đô thị sau: 
Grizzana Morandi, Loiano, Marzabotto, Monghidoro, Pianoro, San Benedetto Val di Sambro, Sasso Marconi.

## Biến động dân số
==Tham khảo==